# Clara Burelová
Clara Burelová (nepřechýleně Burel, * 24. března 2001 Rennes) je francouzská profesionální tenistka. Ve své dosavadní kariéře na okruhu WTA Tour nevyhrála žádný turnaj. V sérii WTA 125 vybojovala jednu singlovou trofej. V rámci okruhu ITF získala čtyři tituly ve dvouhře.
Na žebříčku WTA byla ve dvouhře nejvýše klasifikována v červnu 2024 na 42. místě a ve čtyřhře v květnu 2022 na 246. místě. Trénuje ji Alexia Dechaumeová-Balleretová.
Ve francouzském týmu Billie Jean King Cupu debutovala v roce 2021 pražským finálovým turnajem proti Kanadě a výběru Ruské tenisové federace. Proti Kanadě prohrála s Cornetovou rozhodující čtyřhru. V souboji s Ruskami porazila Alexandrovovou a s Cornetovou opět nezvládly rozhodující debl. Do dubna 2024 v soutěži nastoupila ke čtyřem mezistátním utkáním s bilancí 2–0 ve dvouhře a 0–3 ve čtyřhře.

## Tenisová kariéra
V juniorském tenise si zahrála finále na Australian Open 2018 a US Open 2018. V prvním případě ji zdolala Tchajwanka Liang En-šuo a ve druhém pak Číňanka Wang Si-jü. Na Letních olympijských hrách mládeže 2018 v Buenos Aires získala stříbrnou medaili ve dvouhře po závěrečné porážce od Slovinky Kaji Juvanové. S krajanem Hugem Gastonem přidala bronzový kov ze smíšené čtyřhry. V říjnu 2018 triumfovala na ITF Junior Masters v Čcheng-tu pro osm nejvýše postavených juniorek světa a vystoupala na vrchol kombinovaného juniorského žebříčku ITF. Sezónu zakončila jako juniorská mistryně světa.

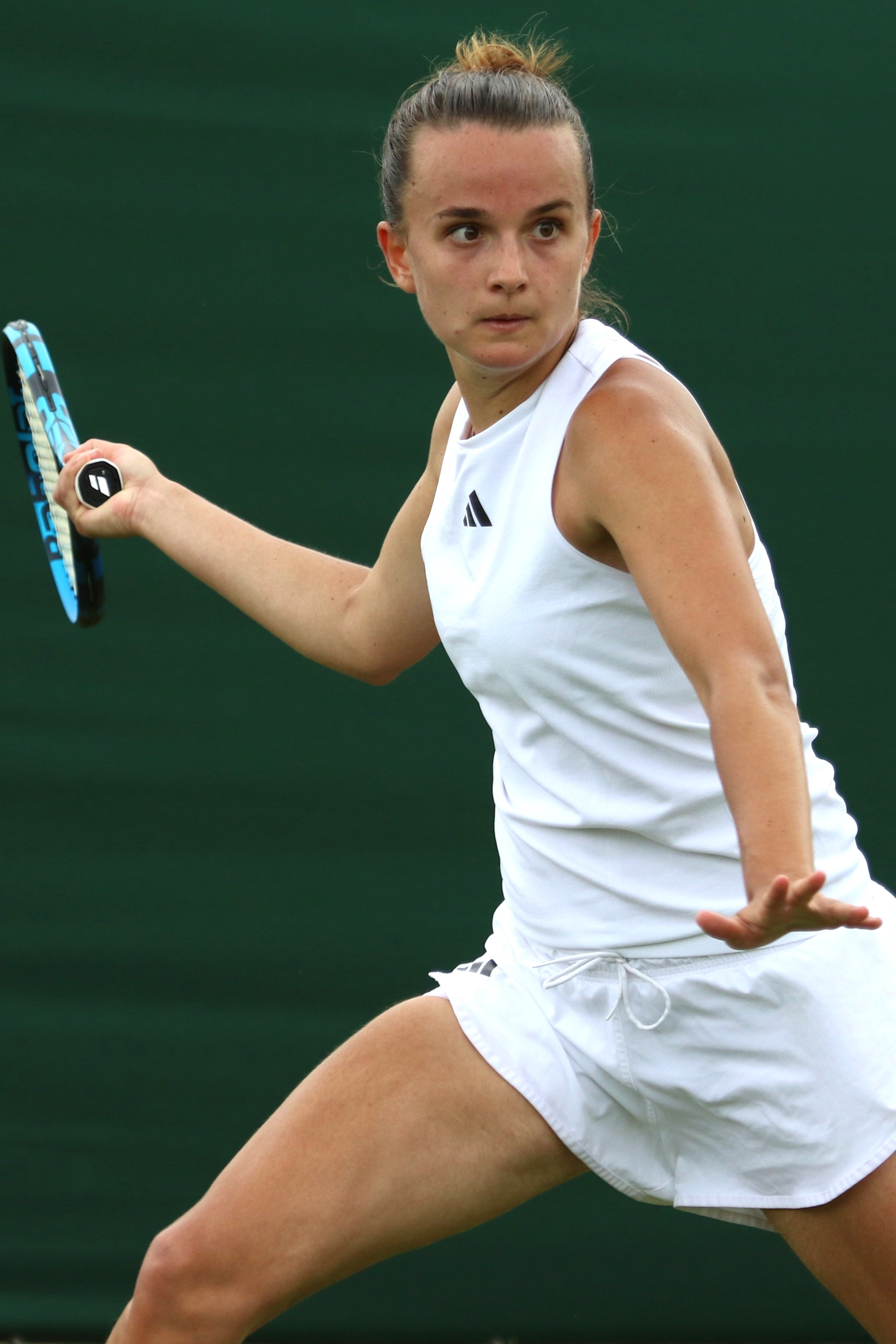
Forhend v kvalifikaci Wimbledonu 2023

V rámci hlavních soutěží událostí okruhu ITF debutovala v září 2016, když na turnaji v tuniském Hammámetu s dotací 10 tisíc dolarů postoupila z kvalifikace. Ve druhém kole dvouhry podlehla Slovence Barbaře Kotelešové z deváté světové stovky. Premiérový titul v této úrovni tenisu vybojovala během února 2020 v Grenoblu, turnaji s rozpočtem 25 tisíc dolarů. Po výhře nad Britkou Katie Boulterovou přehrála ve finále osmou nasazenou Lucemburčanku Eléonoru Molinarovou z poloviny třetí stovky klasifikace.
Debut v hlavní soutěži nejvyšší grandslamové kategorie přišel v ženském deblu French Open 2018, když s krajankou Diane Parryovou získaly od organizátorů divokou kartu. V otevíracím duelu však nenašly recept na favorizovaný italsko-belgický pár Sara Erraniová a Kirsten Flipkensová. V pařížské singlové kvalifikaci podlehla Barboře Krejčíkové. Jednalo se zároveň o její první účast na okruhu WTA Tour. Do grandslamové dvouhry premiérově zasáhla po obdržení divoké karty na Australian Open 2019, kde ji na úvod zastavila třiadvacátá hráčka žebříčku Carla Suárezová Navarrová ze Španělska.
Na divokou kartu startovala na úvodním ročníku Lyon Open 2020. V úvodním kole nestačila na šestou nasazenou Švýcarku Jil Teichmannovou, jíž patřila šedesátá šestá příčka. Po koronavirovém přerušení sezóny se objevila na zářijovém Internationaux de Strasbourg 2020. Do druhého kola postoupila přes Ukrajinku Katerynu Bondarenkovou, než ji zastavila čtyřicátá žena klasifikace Čang Šuaj z Číny. Do třetí fáze se probojovala na navazujícím French Open 2020, kde zvládla duely s Arantxou Rusovou a Kajou Juvanovou. V rozmezí dvou týdnů ji podruhé vyřadila Čang Šuaj po zvládnutých koncovkách obou setů. Bodový zisk jí zajistil premiérový posun do Top 250.

## Finále na okruhu WTA Tour
| Legenda                  |
| ------------------------ |
| D – dvouhra; Č – čtyřhra |
| Grand Slam (0)           |
| Turnaj mistryň (0)       |
| WTA 1000 (0)             |
| WTA 500 (0)              |
| WTA 250 (0–2 D)          |

### Dvouhra: 2 (0–2)
| Stav       | č. | datum             | turnaj              | kategorie | povrch | soupeřka ve finále       | výsledek           |
| ---------- | -- | ----------------- | ------------------- | --------- | ------ | ------------------------ | ------------------ |
| Finalistka | 1. | 18. července 2021 | Lausanne, Švýcarsko | WTA 250   | antuka | Tamara Zidanšeková       | 6–4, 6–7(5–7), 1–6 |
| Finalistka | 2. | 30. července 2023 | Lausanne, Švýcarsko | WTA 250   | antuka | Elisabetta Cocciarettová | 5–7, 6–4, 4–6      |

## Finále série WTA 125
| Legenda                  |
| ------------------------ |
| D – dvouhra; Č – čtyřhra |
| WTA 125 (1–0 D)          |

### Dvouhra: 1 (1–0)
| Stav    | č. | datum         | turnaj          | povrch    | soupeřka ve finále | výsledek      |
| ------- | -- | ------------- | --------------- | --------- | ------------------ | ------------- |
| Vítězka | 1. | prosinec 2023 | Angers, Francie | tvrdý (h) | Chloé Paquetová    | 3–6, 6–4, 6–2 |

## Tituly na okruhu ITF
| Legenda         | Legenda         |
| --------------- | --------------- |
| Turnaje W100    | Turnaje W80     |
| Turnaje W75/W60 | Turnaje W50     |
| Turnaje W35/W25 | Turnaje W15/W10 |

### Dvouhra (4 tituly)
| č. | datum         | turnaj                         | kategorie | povrch    | soupeřka ve finále    | výsledek      |
| -- | ------------- | ------------------------------ | --------- | --------- | --------------------- | ------------- |
| 1. | únor 2020     | Grenoble, Francie              | W25       | tvrdý (h) | Eléonora Molinarová   | 5–7, 7–5, 6–2 |
| 2. | květen 2021   | Saint-Gaudens, Francie         | W60       | antuka    | Alexandra Dulgheruová | 6–2, 1–6, 6–2 |
| 3. | říjen 2021    | Cherbourg-en-Cotentin, Francie | W25       | tvrdý (h) | Émeline Dartronová    | 6–4, 6–2      |
| 4. | červenec 2023 | Montpellier, Francie           | W60       | antuka    | Astra Sharmaová       | 6–3, 7–5      |

## Finále na juniorském Grand Slamu

### Dvouhra juniorek: 2 (0–2)
| Stav       | rok  | turnaj          | povrch | soupeřka ve finále | výsledek      |
| ---------- | ---- | --------------- | ------ | ------------------ | ------------- |
| Finalistka | 2018 | Australian Open | tvrdý  | Liang En-šuo       | 3–6, 4–6      |
| Finalistka | 2018 | US Open         | tvrdý  | Wang Si-jü         | 6–7(4–7), 2–6 |